# Bailly (Yvelines)
Bailly é uma comuna francesa na região administrativa da Île-de-France, no departamento de Yvelines. A comuna possui 3 932 habitantes segundo o censo de 2014.